# Natasza Urbańska
Natasza Urbańska (ur. 17 sierpnia 1977 w Warszawie) – polska piosenkarka, tancerka, aktorka filmowa, telewizyjna i teatralno-musicalowa oraz prezenterka telewizyjna.
Od 1993 jest związana z teatrem muzycznym Studio Buffo, w którym wystąpiła w licznych spektaklach i widowiskach muzycznych; m.in. grała główne role w spektaklach Metro czy Polita. Szerszą rozpoznawalność przymiosła jej rola Silene Arbekajte w serialu Fala zbrodni (2005–2008). W następnych latach zagrała główną rolę żeńską w filmie 1920 Bitwa warszawska (2011) oraz wcieliła się w drugoplanową postać w filmie 365 dni (2020) i jego kontynuacji (2022). Czterokrotnie uczestniczyła w krajowych eliminacjach do Konkursu Piosenki Eurowizji. W 2009 wydała debiutancki album studyjny Hity Buffo vol. 1 – Natasza Urbańska. Jej następne wydawnictwo, One (2014), promowała singlem „Rolowanie”, który był szeroko krytykowany przez słuchaczy i dziennikarzy. W 2021 wydała trzeci album Rajd 44, a w 2023 minialbum Ferria.
Laureatka Wiktora i nagrody w plebiscycie Viva! Najpiękniejsi. Równocześnie z działalnością artystyczną była prowadzącą i uczestniczką wielu telewizyjnych programów rozrywkowych oraz wystąpiła w trzech ogólnopolskich kampaniach reklamowych.

## Życiorys

### Rodzina i edukacja
Jest córką Zofii Urbańskiej i ppłk Bolesława Urbańskiego (1950–2012). Ma starszą siostrę Magdalenę. Jako dziecko uczęszczała na zajęcia gimnastyki artystycznej do klubu Legia Warszawa. Jej trenerką była Irina Lortkipanidze.
Ukończyła VII Liceum Ogólnokształcące im. Juliusza Słowackiego w Warszawie. Studiowała lingwistykę stosowaną, jednak przerwała naukę na trzecim roku, by skupić się na karierze muzycznej.

### Kariera zawodowa
W 1991 przeszła wszystkie etapy eliminacji do musicalu Metro, ale nie została dopuszczona do obsady z powodu zbyt młodego wieku. Dwa lata później wzięła udział w kolejnych kwalifikacjach, po których przyjęto ją do zespołu jako tancerkę, jednak, gdy aktorka Katarzyna Groniec zachorowała i nie mogła wystąpić w spektaklu, Urbańska zastąpiła ją w roli Anki. W późniejszym okresie otrzymała tę rolę na stałe. W następnych latach była jedną z asystentek Janusza Józefowicza i brała udział w przygotowywaniach produkcji telewizyjno-teatralnych w Polsce i na świecie, m.in. Piotruś Pan w Teatrze Muzycznym Roma oraz Romeo i Julia, Panna Tutli Putli i Karuzela marzeń w Studio Buffo. W 2006 była tancerką w programie rozrywkowym Polsatu Show!Time, później występowała również w programach TVP: Przebojowa noc (2007) i Złota sobota (2008).

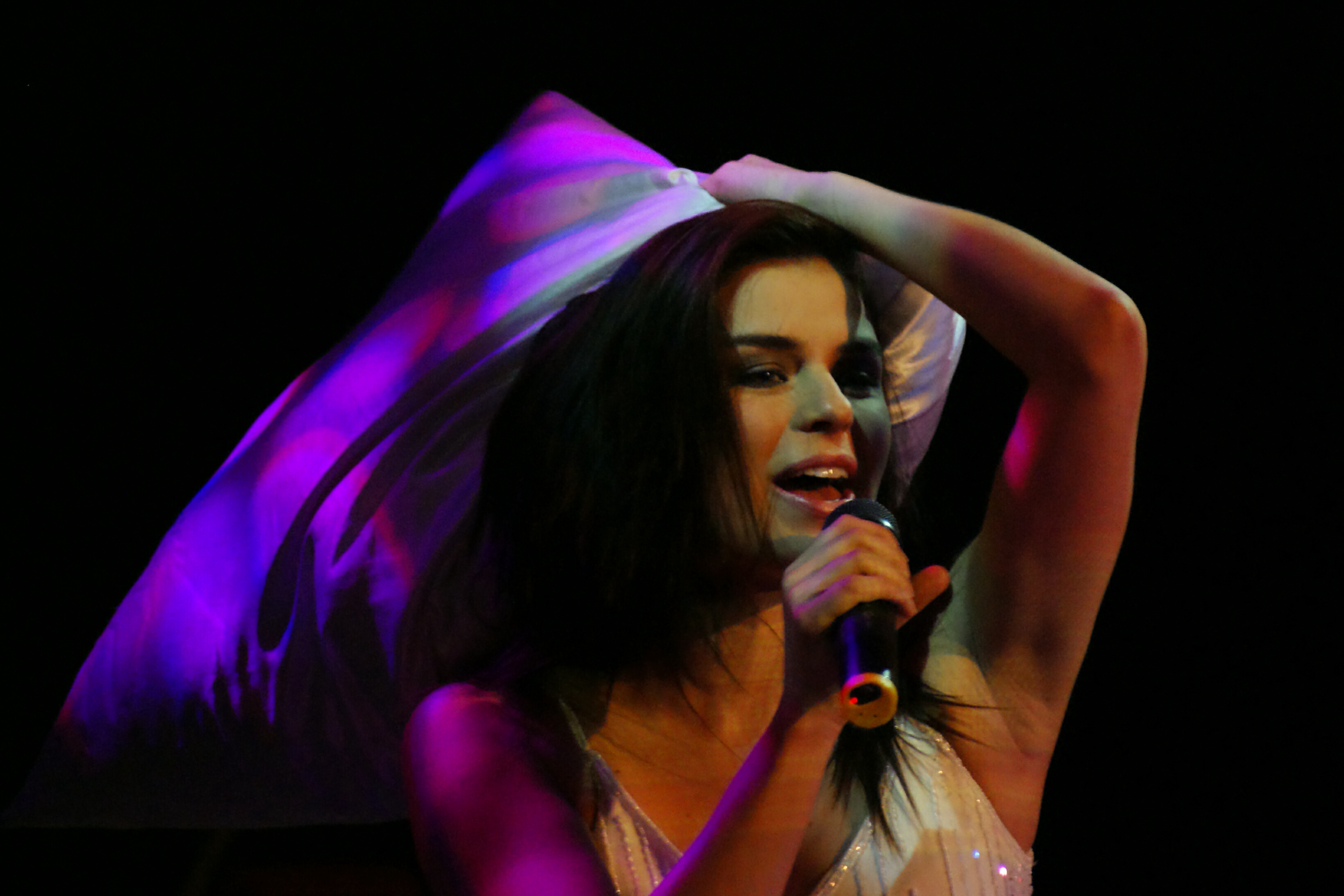
Urbańska podczas Wieczoru Brytyjskiego w Studio Buffo (2009)

Wiosną 2007 została finalistką programu rozrywkowego Polsatu Jak oni śpiewają oraz zajęła trzecie miejsce z utworem „I Like It Loud” w finale programu Piosenka dla Europy 2007 wyłaniającego reprezentanta Polski w Konkursie Piosenki Eurowizji. W 2008 zajęła drugie miejsce z piosenką „Blow Over” w finale programu Piosenka dla Europy 2008 oraz zaśpiewała mieszankę festiwalowych przebojów podczas koncertu „Dobre bo (o)polskie” na 45. Krajowym Festiwalu Piosenki Polskiej w Opolu, a także wystąpiła na Festiwalu Piosenki Rosyjskiej w Zielonej Górze oraz uczestniczyła w jednym odcinku programu TVP2 Fort Boyard. W 2009 zakwalifikowała się z utworem „Mała” do koncertu premier na 46. KFPP w Opolu, jednak później została zdyskwalifikowana, gdyż jej piosenkę uznano za niezgodną z regulaminem konkursu (posądzenie o plagiat). We wrześniu 2009 premierę miał album pt. Hity Buffo vol. 1 – Natasza Urbańska, na której znalazły się utwory wykonywane przez Urbańską w spektaklu Hity Buffo. Jesienią w parze z Janem Klimentem została finalistką 10. edycji programu rozrywkowego TVN Taniec z gwiazdami (2009). Pod koniec roku wystąpiła z recitalem pt. „Znane tematy filmowe” podczas muzyczno-filmowego cyklu „VI Jazzowe Spotkania Filmowe”, a także rozpoczęła współpracę z amerykańskim producentem muzycznym Jimem Beanzem, z którym pracowała nad projektem Poland ...Why Not? mającym na celu promocję Polski na świecie. Projekt promowany był wykonywanymi przez Urbańską singlami: „Love Stone Crazy” i „All The Wrong Places”. W 2010 z powodu braku dyspozycyjności odrzuciła propozycję zagrania głównej roli w serialu Apetyt na życie.
W czerwcu 2010 rozpoczęła zdjęcia do filmu Jerzego Hoffmana – 1920 Bitwa warszawska (2011), w którym wcieliła się w rolę Oli Raniewskiej, aktorki i piosenkarki przedwojennego kabaretu. Na potrzeby filmu nagrała utwór promujący produkcję pt. „Śpiewka 1920”, której premiera odbyła się w lipcu 2011. W 2012 za rolę w filmie otrzymała trzy Węże w kategoriach: Najgorsza aktorka, Najgorsza para (wraz z Borysem Szycem) oraz Żenująca scena (za scenę z karabinem maszynowym). 31 grudnia zaśpiewała podczas koncertu sylwestrowego organizowanego przez telewizję Polsat
W 2011 wcieliła się w postać Poli Negri w spektaklu Polita, będącym pierwszym musicalem teatralnym zrealizowanym w technologii 3D. W tym samym roku użyczyła głosu Julii, głównej bohaterce filmu animowanego Gnomeo i Julia, a także wraz z Maciejem Stuhrem nagrała do niego polskojęzyczną wersję utworu Eltona Johna – „Crocodile Rock”. Ponadto zasiadła w jury konkursu Pola Negri w Lipnie, wzięła udział w nagraniu charytatywnej piosenki „I ty możesz sięgnąć gwiazd” (oraz teledysku do utworu), była trenerką jednego z zespołów wokalnych w programie TVP2 Bitwa na głosy i współprowadziła 13. edycję Tańca z gwiazdami w TVN.

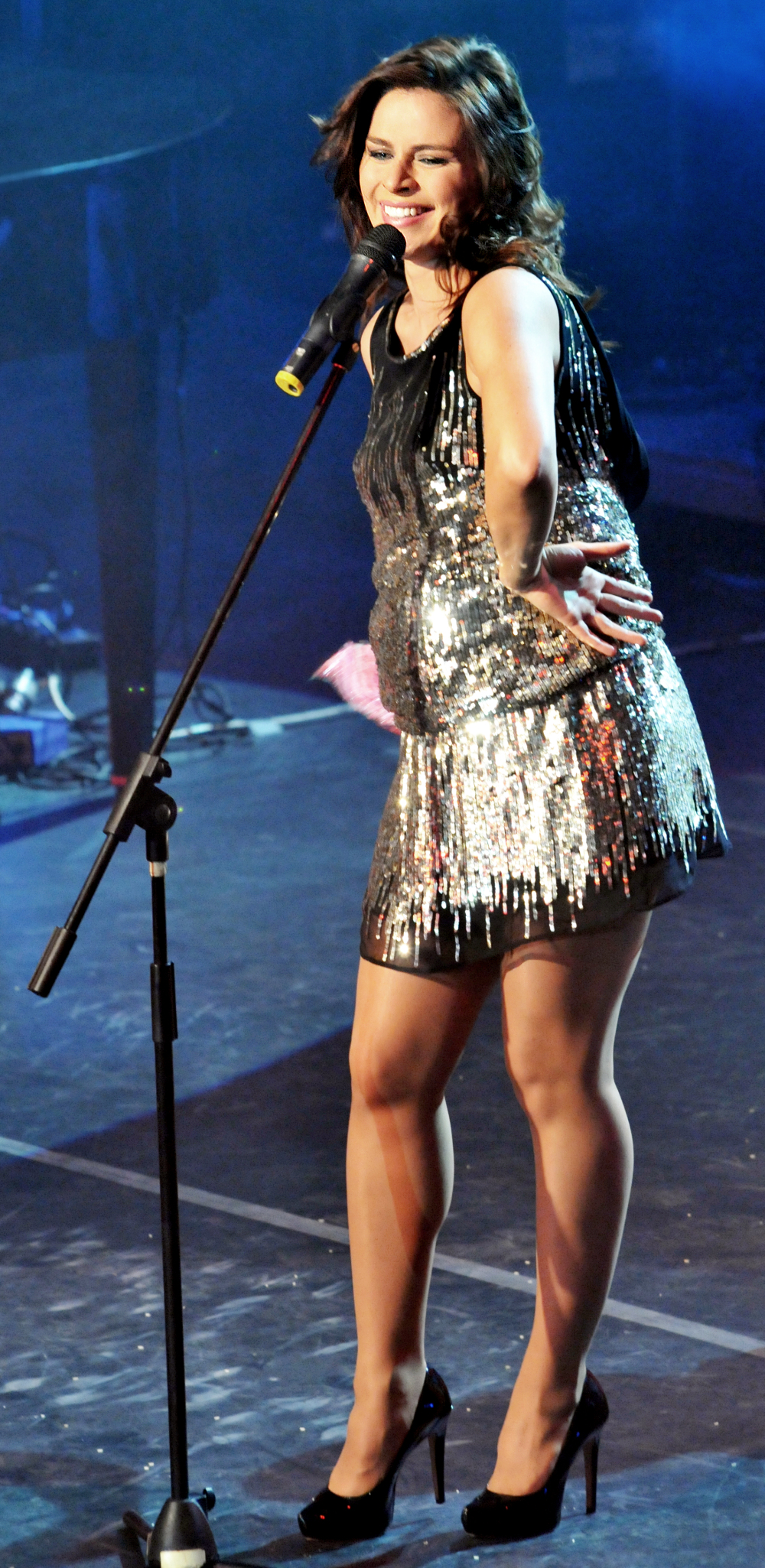
Urbańska (2008)

Na początku 2013 wraz z projektantką Agnieszką Komornicką otworzyła dom mody „Muses – Urbańska & Komornicka”, który później został przemianowany na „Muses”, a pierwszą kolekcję marki zaprezentowały 12 lutego 2013. Miesiąc wcześniej zagrała w Studio Buffo jubileuszowy koncert z okazji 18-lecia pracy na scenie, na którym zaśpiewała m.in. premierowe piosenki zwiastujące jej debiutancki album. Nad materiałem na płytę pracowała m.in. z Sewerynem Krajewskim i triem producenckim JUNE. 20 października 2013, również w Teatrze Studio Buffo, zagrała koncert pt. Move On, podczas którego zaprezentowała singiel „Muszę odejść” wraz z teledyskiem. 31 grudnia 2013 podczas Sylwestrowej Mocy Przebojów z Polsatem premierowo wykonała utwór „Escamillo”. Na początku stycznia 2014 opublikowała singiel „Rolowanie”, który mimo ogromnej krytyki (przede wszystkim tekstu autorstwa Zofii Kondrackiej) stał się hitem Internetu, a zrealizowany do niego równie kontrowersyjny teledysk w ciągu tygodnia od premiery przekroczył milion odtworzeń w serwisie YouTube. Urbańska zapewniała w wywiadach, że wydanie piosenki było „prowokacją”. 24 stycznia wydała album pt. One, który promowała singlami: „Muszę odejść”, „Rolowanie”, „Escamillo” i „Hipnotyzuj mnie”. Również w 2014 zwyciężyła w pierwszej edycji programu rozrywkowego TVP2 Superstarcie, a rok zakończyła występem na koncercie sylwestrowym TVP2.
W 2018 prowadziła program Make Me Over. Wielka zmiana. W lutym 2020 miał premierę film 365 dni, w którym zagrała drugoplanową rolę jako Anna. W listopadzie tego samego roku zaprezentowała pierwszy singiel pt. „Nieuchronne” zapowiadający jej drugi album studyjny. Kolejnymi singlami zwiastującymi płytę były: „Ile”, do którego tekst napisał Ten Typ Mes, duet „Psie łzy” nagrany z Maciejem Maleńczukiem oraz „Instynkt”. Album, zatytułowany Rajd 44, ukazał się 26 listopada 2021. Wiosną 2022 zwyciężyła w pierwszej edycji programu rozrywkowego TVN Mask Singer. W kwietniu tego samego roku odbyła się premiera filmu 365 dni: Ten dzień, w którym ponownie wcieliła się w postać Anny. 26 lutego 2023 z utworem „Lift U Up” wzięła udział w finale programu Tu bije serce Europy! Wybieramy hit na Eurowizję!, a jesienią tego samego roku wydała minialbum Ferria i była jedną z uczestniczek programu TVP2 Rytmy Dwójki. W 2024 z utworem „Who We Are” zajęła piąte miejsce w wewnętrznych eliminacjach wyłaniających reprezentanta Polski w 68. Konkursie Piosenki Eurowizji. Była trenerką w siódmej i ósmej edycji programu talent show TVP2 The Voice Kids (2024–2025).

## Życie prywatne
16 sierpnia 2008 wyszła za reżysera i choreografa Janusza Józefowicza, z którym ma córkę, Kalinę (ur. 13 grudnia 2008). Mieszkają w dworku „Emilin” w Jajkowicach.
W 2008 uznana została przez magazyn „Home&Market” za jedną z 50 najbardziej wpływowych kobiet w Polsce. W 2009 i 2010 znalazła się na liście 100 najcenniejszych gwiazd polskiego show-biznesu według magazynu „Forbes”, kolejno na 136. i 74. miejscu.
W lutym 2010 Nina Andrycz podarowała jej naszyjnik wysadzany perłami, który przed laty otrzymała od indyjskiej premier Indiry Gandhi; do prezentu dołączyła kartkę z życzeniami: „»Odznaczam« Panią na Gwiazdę moim klejnotem i życzę zdrowia”.

## Reklamy
- Cyfra+[52]
- 2007: spot jesiennej ramówki TVP[52]
- 2009: Pantene[53]
- 2010: Koral[54]
- 2011: spot jesiennej ramówki TVN[55]
- 2018–2019: marka obuwnicza Caprice[56][57]
- 2021: catering dietetyczny „TAJM”[58]

## Teatr
Występuje we wszystkich spektaklach Studio Buffo, m.in.:
- Polita – Pola Negri
- Metro – Anka, Giganciara
- Panna Tutli Putli – Królowa
- Romeo i Julia – Rosalina
- Karuzela Marzeń – Barbara Serafin
- Hity Buffo
- Sylwester z Buffo (2008)
- cykl Wieczory w Buffo
- Dobry wieczór z Buffo  (III części)

Ponadto wystąpiła w spektaklach:
- Przeboje
- Grosik 2
- Tyle Miłości
- Ukochany Kraj...
- Niedziela na Głównym
- Przeżyj to sam
- Obok nas
- Ça Ira (2006; reż. Janusz Józefowicz, muz. Roger Waters) – taniec
- Czarownice z Eastwick (2003) – Mała Dziewczynka (Moskwa)
- Piotruś Pan (2000) – Tygrysia Lilia (Teatr Muzyczny Roma)

Wspólnie z Januszem Józefowiczem przygotowali:
- musicale:
  - Prorok (2008; Moskwa)
  - Prorok (2007; Mińsk)
  - Romeo i Julia (2004; Warszawa)
  - Czarownice z Eastwick (2003; Moskwa)
  - Metro (1999; Moskwa)
- opery:
  - Otello Giuseppe Verdiego (1998; Brema)
- programy telewizyjne:
  - Przebojowa noc (2007)
  - Złota sobota (2007)
  - Rewia sylwestrowa (2005–2006)

### Teatr Telewizji
- Dama od Maxima (1998) – Klementyna
- Romeo i Julia (2004) – Rosalina
- Metro. 30 lat później (2021)

## Dyskografia

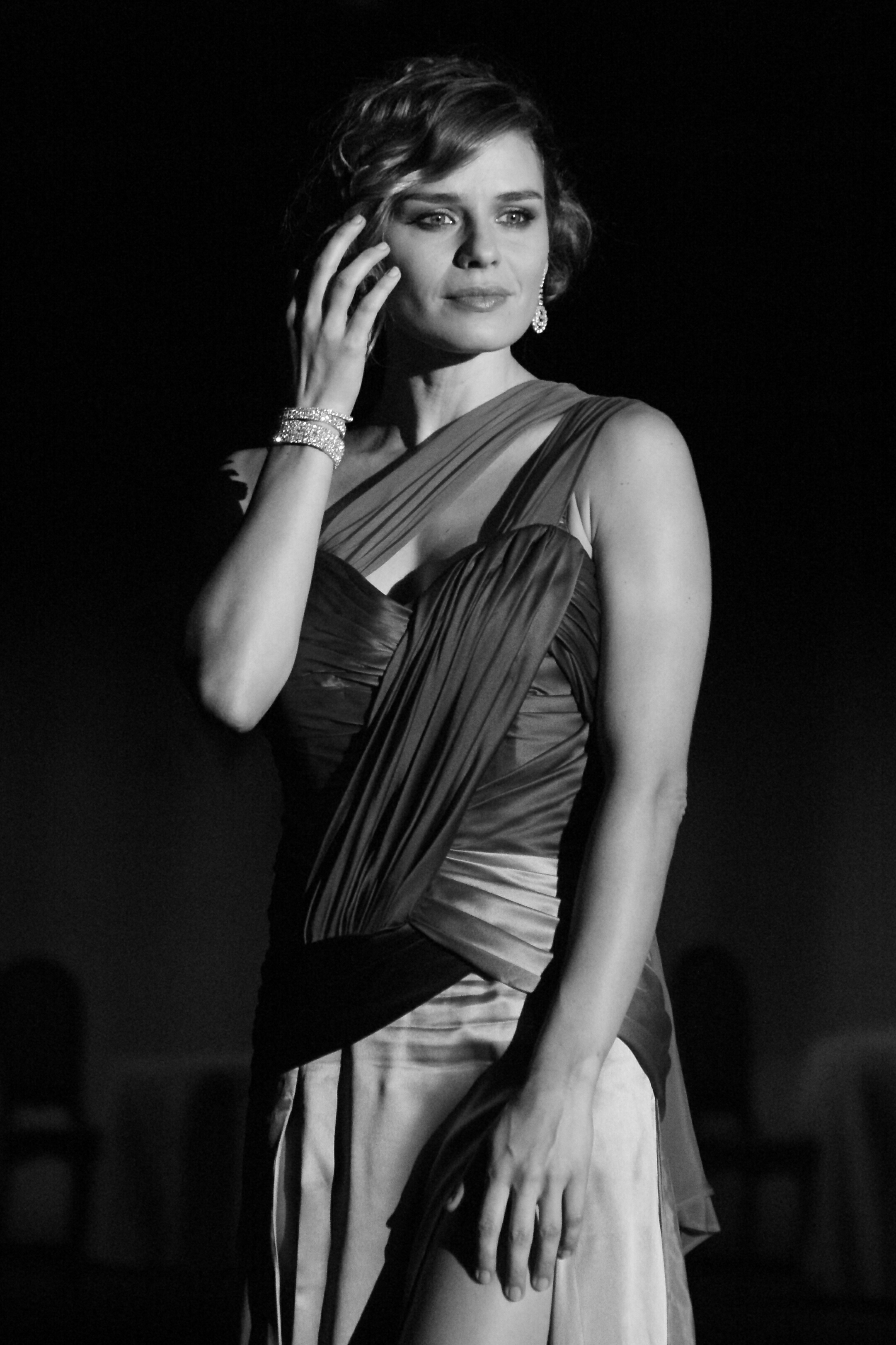
Urbańska

### Albumy solowe
| Rok  | Dane dot. albumu                                                                                         |
| ---- | --- |
| 2014 | One - Data: 24 stycznia 2014 - Wydawca: Studio Buffo - Format: CD, digital download, streaming           |
| 2021 | Rajd 44 - Data: 26 listopada 2021 - Wydawca: 58 Music Projects - Format: CD, digital download, streaming |

EP
| Rok  | Dane dot. albumu                                                                                  |
| ---- | ------------------------------------------------------------------------------------------------- |
| 2023 | Ferria - Data: 1 września 2023 - Wydawca: 58 Music Projects - Format: digital download, streaming |

### Single
| Rok  | Tytuł                                    | Album   |
| ---- | ---------------------------------------- | ------- |
| 2013 | „Muszę odejść”                           | One     |
| 2014 | „Rolowanie”                              | One     |
| 2014 | „Escamillo”                              | One     |
| 2015 | „Hipnotyzuj mnie”                        | One     |
| 2017 | „Na końcu”                               | _       |
| 2017 | „Już nie pytam”                          | _       |
| 2018 | „Tylko my”                               | _       |
| 2020 | „Nieuchronne”                            | Rajd 44 |
| 2020 | „Ile”                                    | Rajd 44 |
| 2021 | „Psie łzy” (gościnnie: Maciej Maleńczuk) | Rajd 44 |
| 2021 | „Instynkt”                               | Rajd 44 |
| 2021 | „Instynkt” (Kamp! Remix)                 | Rajd 44 |
| 2021 | „Rajd 44”                                | Rajd 44 |
| 2022 | „Let Me Lie”                             | _       |
| 2023 | „Lift U Up”                              | _       |
| 2023 | „Antidotum”                              | Ferria  |
| 2023 | „Te święta”                              | _       |
| 2024 | „Who We Are”                             | _       |
| 2024 | „Shed A Light”                           | _       |
| 2024 | „Ostatni raz”                            | _       |
| 2025 | „Deep Six”                               | _       |

Inne
- Hity Buffo vol. 1 – Natasza Urbańska (2009)

Gościnnie na płytach
- 2008: 
  - Jak oni śpiewają – Jak oni śpiewają (The Best Of) („I Feel Good”)[60]
  - Balkanika – Balkan Koncept („Wierne róże”, „Rozbaw mnie”)[61]
- 2011: 
  - Poland ...Why Not? – Poland ...Why Not? (White Edition) („Here I Am”, „You Just Wanna Break My Heart”)[62]
  - Poland ...Why Not? – Poland ...Why Not? (Red Edition) („All The Wrong Places”, „Love Stone Crazy”)[63]
- 2018: Zipera - Meritum („W klubie”)

## Teledyski
- 2007: „I Like It Loud”, reż. Janusz Józefowicz, Tomasz Siatkowski
- 2008: „Już nie zapomnisz mnie”, reż. Janusz Józefowicz
- 2011: „All The Wrong Places”, reż. David Palmer[16]
- 2013: „Muszę odejść”, reż. Marcin Filipek, Katarzyna Bachleda-Curuś
- 2014: „Rolowanie”, reż. Janusz Józefowicz, Jakub Józefowicz
- 2014: „Escamillo”, reż. Janusz Józefowicz
- 2015: „Hipnotyzuj mnie”, reż. Kachna Baraniewicz
- 2017: „Na końcu”, reż. Michał Pańszczyk
- 2017: „Już nie pytam”, reż. Olga Czyżykiewicz
- 2020: „Nieuchronne”, reż. Olga Czyżykiewicz
- 2020: „Ile”, reż.  Michał Pańszczyk
- 2021: „Psie łzy” (gościnnie: Maciej Maleńczuk), reż. Maciej Nowak
- 2021: „Instynkt”, reż. Natasza Urbańska
- 2021: „Instynkt” (Kamp! Remix), reż. Natasza Urbańska

## Filmy i seriale
- 1997: Sztos jako dziewczyna w restauracji „Baron”
- 2005–2008: Fala zbrodni jako Silene Arbekajte-Nawrocka, żona Witka (odc. 31–80, 103)
- 2011: 1920 Bitwa warszawska jako Ola Raniewska, żona Jana, aktorka teatrzyku rewiowego
- 2020: 365 dni jako Anna
- 2021: Mecenas Porada jako Ewelina (odc. 11)
- 2022: 365 dni: Ten dzień jako Anna

## Polski dubbing
- 2011: Gnomeo i Julia jako Julia[64]

Wykonanie piosenek
- 2011: Gnomeo i Julia („Crocodile Rock” w duecie z Maciejem Stuhrem)
- 2011: 1920 Bitwa Warszawska („Śpiewka 1920”, „Ułani, Ułani”, „Żurawiejka”, „Białe róże”, „Jak to na wojence”, „Thaiti”, „Tylko Ty”)
- 2013: Podejrzani zakochani („Pour un flirt”)

## Nagrody i nominacje
| Rok  | Nagroda                                    | Kategoria                                  | Rezultat  |
| ---- | ------------------------------------------ | ------------------------------------------ | --------- |
| 2008 | Viva! Najpiękniejsi                        | Najpiękniejsza Polka                       | Wygrana   |
| 2008 | Wiktory 2007                               | Gwiazda piosenki i estrady                 | Nominacja |
| 2008 | Wiktory 2007                               | Wiktor publiczności                        | Nominacja |
| 2010 | Kobieta Roku Glamour 2009                  | Kobieta Roku Glamour                       | Nominacja |
| 2010 | Wiktory 2009                               | Gwiazda piosenki i estrady                 | Wygrana   |
| 2012 | Węże 2012                                  | Najgorsza aktorka                          | Wygrana   |
| 2012 | Węże 2012                                  | Najgorsza para (wraz z Borysem Szycem)     | Wygrana   |
| 2012 | Węże 2012                                  | Żenująca scena                             | Wygrana   |
| 2014 | Plejada Top Ten 2014                       | Gwiazda w biznesie                         | Wygrana   |
| 2017 | Międzynarodowy Festiwal Musicalowy w Daegu | Najlepsza aktorka musicalowa               | Wygrana   |
| 2019 | Kobieca Marka Roku                         | Osobowość roku                             | Wygrana   |
| 2024 | Neony Shownewsa                            | Neon Roku Popularności                     | Wygrana   |
| 2025 | Osobowości i Sukcesy Roku                  | Wybitna Osobowość Polskiej Sceny Roku 2025 | Wygrana   |